# Antinoria agrostidea
Antinoria agrostidea là một loài thực vật có hoa trong họ Hòa thảo. Loài này được (DC.) Parl. mô tả khoa học đầu tiên năm 1845.